# جورج لیندسی-کرافورد، بیست و دومین ارل کرافورد
جورج لیندسی-کرافورد، بیست و دومین ارل کرافورد (انگلیسی: George Lindsay-Crawford, 22nd Earl of Crawford; ۳۱ ژانویهٔ ۱۷۵۸ – ۳۰ ژانویهٔ ۱۸۰۸) فرمانده نظامی اهل پادشاهی متحد بریتانیای کبیر و ایرلند بود.